# Graciela Contreras
Graciela Contreras Barrenechea, también conocida como Graciela Contreras de Schnake (1895-1974), fue una política chilena. Fue alcaldesa de Santiago entre 1939 y 1940, siendo la primera mujer en asumir ese cargo.

## Biografía
Nacida en Santiago el 17 de octubre de 1891, era hija de José María Contreras Vergara y de Tránsito Barrenechea Naranjo. Por el lado materno era sobrina del médico y político Manuel José Barrenechea Naranjo, además era prima del padre del escritor y político Julio Barrenechea. En 1923 contrajo matrimonio con Óscar Schnake Vergara —posteriormente la pareja se separó— y tuvieron dos hijos. Contreras fue miembro del Partido Socialista de Chile (PS) desde su fundación en 1933, especializándose en el área de Acción de Mujeres Sociales. Además Contreras fue una fiel del cristianismo protestante, específicamente pertenecía a la iglesia metodista en Chile.
Contreras fue designada alcaldesa de la comuna de Santiago por el presidente Pedro Aguirre Cerda, siendo su nominación respaldada por el Movimiento Pro-Emancipación de las Mujeres de Chile (MEMCH), cargo que asumió el 9 de enero de 1939. Se desempeñó como edil de esta comuna hasta el 19 de marzo de 1940. Con ello, se convirtió en la primera mujer alcaldesa de Santiago —tras ella, solo han ejercido cuatro mujeres ese cargo: María Teresa del Canto (1953-1957), María Eugenia Oyarzún (1975-1976), Carolina Tohá (2012-2016) e Irací Hassler (2021-2024)— y la sexta mujer en asumir como alcaldesa en Chile tras Emilia Werner en Ránquil, Lily Wallace de Duus en La Calera, Aída Nuño Jiménez en San Felipe, Alicia Cañas Zañartu en Providencia y Dolores Pinto Alcayaga en Vicuña.